# Musotima leucomma
Musotima leucomma is een vlinder uit de familie van de grasmotten (Crambidae). De wetenschappelijke naam van de soort is voor het eerst gepubliceerd in 1917 door George Francis Hampson.
De spanwijdte bedraagt 17 millimeter.
De soort werd ontdekt in Queensland (Australië).